# Hoptrup Sogn
Hoptrup Sogn er et sogn i Haderslev Domprovsti (Haderslev Stift).
Hoptrup Sogn hørte til Haderslev Herred i Haderslev Amt. Hoptrup sognekommune blev ved kommunalreformen i 1970 indlemmet i Haderslev Kommune.
I Hoptrup Sogn ligger Hoptrup Kirke.
I sognet findes følgende autoriserede stednavne:
- Asbjerg (bebyggelse)
- Brærå (bebyggelse)
- Dalager (bebyggelse)
- Diernæs (bebyggelse, ejerlav)
- Diernæs Strand (bebyggelse)
- Dravshave (bebyggelse)
- Egedal (bebyggelse)
- Hoptrup (bebyggelse, ejerlav)
- Hoptrup Kirkeby (bebyggelse)
- Hoptrup Mark (bebyggelse)
- Hovgård (landbrugsejendom)
- Kærsminde (landbrugsejendom)
- Langhorn (bebyggelse)
- Lillemølle (bebyggelse)
- Marstrup (bebyggelse, ejerlav)
- Marstrup Østermark (bebyggelse)
- Marstrupgård (landbrugsejendom)
- Mølholt (bebyggelse)
- Mørkholt (bebyggelse)
- Neder Kestrup (bebyggelse)
- Over Kestrup (bebyggelse)
- Pamhule (bebyggelse, ejerlav)
- Persillegade (bebyggelse)
- Skærbæk (bebyggelse)
- Slib (vandareal)
- Sønder Marstrup (bebyggelse)
- Sønderballe (bebyggelse, ejerlav)
- Sønderballe Hoved (areal, bebyggelse)
- Sønderballe Strand (bebyggelse)
- Venbjerg (bebyggelse)
- Østergårds Mølle (bebyggelse)

## Afstemningsresultat
Folkeafstemningen ved Genforeningen i 1920 gav i Hoptrup Sogn 937 stemmer for Danmark, 162 for Tyskland. Af vælgerne var 162 tilrejst fra Danmark, 67 fra Tyskland. 